# Alice Howell
Alice Howell (nacida como Alice Florence Clark; 20 de mayo de 1886-12 de abril de 1961) fue una actriz cómica de cine mudo de la ciudad de Nueva York. Fue la madre de la actriz Yvonne Howell.

## Biografía
Las primeras críticas de sus películas la describen como "the scream of the screen". Un crítico la comparó con una "especie de Charlie Chaplin, Douglas Fairbanks, Sr., y Max Linder.". Todo ello comprimido en "un paquete más o menos diminuto de feminidad". A veces llamada "the girl Charlie Chaplin", trabajó para Mack Sennett y más tarde para L-KO Kompany. Sus primeras comedias fueron a menudo producidas por Universal Pictures.

## Carrera

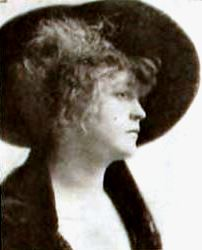
Alice Howell en 1920

En la Keystone Film Company de Mack Sennett, Howell ascendió rápidamente de escenas de público a papeles principales en cortometrajes como Laughing Gas (película de 1914), de Charlie Chaplin, y protagonizó al menos uno, Shot in the Excitement (1914). Contratada por el antiguo segundo de Sennett, Henry Lehrman, cuando éste creó la L-KO Kompany, Howell fue elegida para apoyar a Billie Ritchie y se hizo popular en sus propios cortometrajes. En 1917, ya era una de las favoritas del público, hasta el punto de que Julius y Abe Stern crearon Century Comedies para exhibir su talento, convirtiéndola, junto con Mabel Normand y Marie Dressler, en la tercera comediante en tener su propia unidad de producción exclusiva. Después de que Howell y Century se separaran en 1919, la compañía continuó produciendo cortometrajes cómicos y pasó a llamarse Stern Brothers Comedies en 1926. En 1919, Howell se trasladó a la compañía independiente Emerald Company, que pasó a formar parte de la Reelcraft Corporation y estrenó su película aún existente, Distilled Love (1920). La última serie protagonizada por Howell fue un grupo de comedias domésticas de 1924-25 para Universal Pictures protagonizadas por un matrimonio y su bobalicón mayordomo. Cuando terminó esta serie, apareció en un último cortometraje, Madame Dynamite (1926), para Fox Film Corporation.

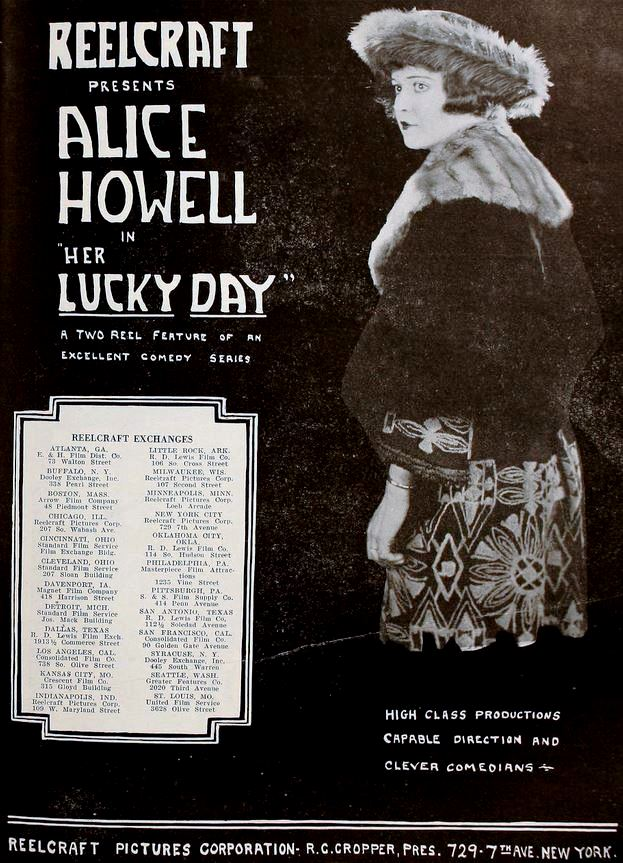
Anuncio del cortometraje cómico estadounidense Her Lucky Day (1920) con Alice Howell, en la página 4275 del Motion Picture News del 22 de mayo de 1920.

Entre sus más de 100 créditos en la pantalla, Howell realizó películas como Caught in a Cabaret (1914), Mabel and Fatty's Married Life (1915), Neptune's Naughty Daughter (1917), Green Trees (1924), y Madame Dynamite (1926). Her Bareback Career  (1917) fue la primera de 12 comedias de dos rollos para una nueva corporación que se formó para fabricar y distribuir las comedias de Alice Howell.
La carrera cinematográfica de Howell continuó en la era del cine sonoro con un papel como sirviente mudo del maestro asesino en la película The Black Ace (1933).

## Muerte
Howell murió en Los Ángeles, California en 1961, a los 74 años.

## Filmografía parcial
- Tillie's Punctured Romance (1914) como invitada (sin acreditar)
- Bombs and Bangs (1914)
- Lover's Luck (1914)
- Laughing Gas (1914)
- Caught in the Rain (1914)
- Shot in the Excitement (1914)
- Anuncio promocionando las películas cómicas de Alice Howell, en la página 19 del Exhibitors Herald del 24 de abril de 1920.Caught in a Cabaret (1914)
- Mabel and Fatty's Married Life (1915)
- Father was a Loafer (1915)
- Under new Management (1915)
- How Stars are Made (1916)
- Her Bareback Career (1917)

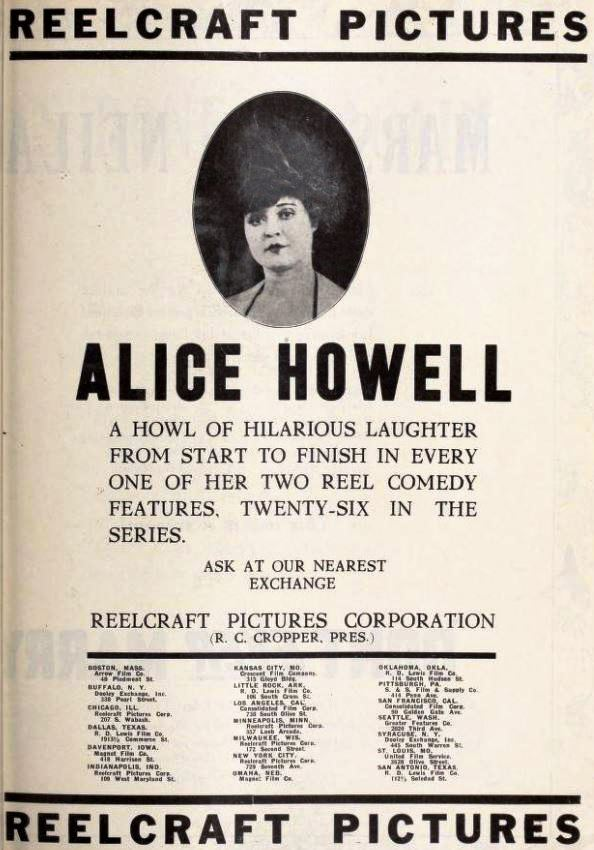
Anuncio promocionando las películas cómicas de Alice Howell, en la página 19 del Exhibitors Herald del 24 de abril de 1920.

- Neptune's Naughty Daughter (1917)
- In Dutch (1918)
- Distilled Love (1920)
- His Wooden Legacy (1920)
- Her Lucky Day (1920)
- Cinderella Slippers (1920)
- A Convict's Happy Bride (1920)
- Love Is an Awful Thing (1922)
- Wandering Daughters (1923)
- Green Trees (1924)
- The Pride of the Force (1925)
- Under a Spell (1925)
- Madame Dynamite (1926)